# Biffeche
Biffeche oder Bifeche ist eine große Insel im Unterlauf des Senegal und liegt im Nordwesten Senegals an der Grenze zu Mauretanien, nordöstlich der Küstenstadt Saint-Louis.
Zeitweise machte unter dem Namen der Insel seit 1964 ein skurriles „Königreich“ mit Zentrum in Savoigne, einer Partnergemeinde des französischen La Ferté-Macé, von sich reden. Die entsprechende Website zeigt den Stand von 2004.

## Geographische Lage
Die Insel Biffeche ist sehr flach und liegt wenig über Meereshöhe in dem sogenannten Delta des Senegal-Unterlaufs, dessen Hauptarm deren Westufer bildet. Die anderen Ufer werden von zwei Seitenarmen gebildet: der Lampsar im Südosten und der Gorom im Norden, der die Insel von dem Nationalpark Djoudj trennt. Das in Stromrichtung gesehen obere Ende der Insel im Nordosten und das untere Ende kurz vor Saint Louis im Südwesten, bekannt als Pointe de isle de Bifeche, sind 56 Kilometer voneinander entfernt. Große Teile der Insel sind rund 10, teilweise bis 15 Kilometer breit. Die Inselfläche beträgt dabei etwa 560 km². Der Länge nach wird Biffeche von einem Wasserlauf durchzogen, dem Dioss, der sich am unteren Ende mit dem Lampsar vereinigt. Weitere natürliche und vor allem auch kanalisierte Wasserläufe durchziehen die Insel kreuz und quer; ihr Abfluss und Wasserstand wird durch Wehre reguliert; diese verhindern bzw. begrenzen den Tidenstrom der Gezeiten und damit das Eindringen von Meerwasser in die Wasserläufe und die Versalzung des Grundwassers.
Auf Biffeche befinden sich eine Reihe von Dörfern. Die namhaftesten sind am Ufer des Hauptstroms  Diama und dreieinhalb Kilometer stromaufwärts des Diama-Damms die geschichtsträchtige Ortschaft Maka. Eine weitere größere Ortschaft ist Savoigne am Lampsar. Die flächenmäßig größte Ortschaft mit über 30 Hektar Siedlungsfläche an der Spitze der Insel, der durch Wehre regulierten Verzweigung von Gorom und Lampsar, ist der Verkehrsknotenpunkt Boundoum.
Auf der Karte von 1728 beginnt die Isle de Bifeche kurz oberhalb von Maka (das allerdings auf der Karte nicht namentlich erwähnt ist), wo damals der Petit Riviere de Gios vom Hauptstrom des Senegal abzweigte. Während die eigentliche Verzweigung vom Hauptstrom in unseren Tagen nicht mehr existiert, ist der Rest des Seitenarms mühelos mit dem Dioss unserer Tage zu identifizieren. Die Länge der historischen Insel vom oberen bis zum unteren Ende wäre etwa 20 Kilometer gewesen bei einer Fläche von rund 114 km².

## Demographie
Biffeche wie der übrige Norden Senegals wird von den ethnischen Gruppen der Fulbe, Serer-Ndut, Wolof und Mauren bewohnt, die Milchviehhaltung und bewässerten Ackerbau betreiben. Die Bevölkerung ist überwiegend muslimisch, es gibt christliche und traditionell religiöse Minderheiten.
Früher europäische Berichte gebrauchten den Namen für einen anderen Ort, die mittelgroße Insel (Isle de Bifeche) im Flussdelta des Senegal in Westafrika, etwa zwei Meilen stromaufwärts von der Insel N'Dar, auf welcher Saint-Louis gegründet wurde. Die Penny Cyclopaedia beschreibt die Insel 1843 als „völlig bedeckt mit Wald und in der Regenzeit großenteils überschwemmt.“

## Geschichte
Im 17. Jahrhundert herrschte ein Häuptling, bekannt als Petit Brak oder Kleiner König über eine Region, die als Biffeche oder Gangueul bezeichnet wurde, mit der Hauptstadt Maka. Der Große Brak oder Große König herrschte über das Königreich Waalo, dessen Hauptstadt ursprünglich Diourbel war. Dieses Gebiet war nahezu entvölkert durch die fortgesetzte Aktivität maurischer Sklavenfänger von Norden her. Zeitweise war der Petit Brak Waalo tributpflichtig, zeitweise alliiert mit Bethio. In den 1720ern war Béquio Malicouri, der Royaume d'Oral von Bethio, ein Vasall unter Erim M'Bagnick dem damaligen Brak von Waalo.

## Historische Karten
- Cours de la rivière de Sanaga ou Sénégal depuis son embouchure jusqu'à l'île de Bilbas / Suite du cours de la rivière de Sénégal depuis l'isle de Bilbas jusqu'au sault du Rocherde Govina / levé par un ingénieur francois, 1718. Online at BNF
- Carte de la rivière du Sénégal depuis la Barre jusqu'au Panier Foule des petites rivières et marigots qui en dérivent avec les noms des villages qui sont au bord, fait au Sénégal, 1720. Online at BNF
- Anville, Jean-Baptiste Bourguignon, Carte manuscrite de la côte d'Afrique aux environs de Gorée et de la rivière du Sénégal depuis Cagneux jusqu'à son embouchure. 1724. Online at BNF